# اما نویتینن
اما نویتینن (انگلیسی: Emma Nuutinen؛ زادهٔ ۷ دسامبر ۱۹۹۶) بازیکن هاکی روی یخ اهل فنلاند است.